# Триго (Монтана)
Триго (енгл. Trego) насељено је место без административног статуса у америчкој савезној држави Монтана.

## Демографија
По попису из 2010. године број становника је 541.
| Група             | 2000.    | 2010.       |
| Белци             | 0 (0,0%) | 523 (96,7%) |
| Афроамериканци    | 0 (0,0%) | 1 (0,2%)    |
| Азијати           | 0 (0,0%) | 0 (0,0%)    |
| Хиспаноамериканци | 0 (0,0%) | 9 (1,7%)    |
| Укупно            | 0        | 541         |